# Itsasondo (przystanek kolejowy)
Itsasondo (hiszp: Estación de Isasondo, bask: Itsasondoko geralekua) – przystanek kolejowy w miejscowości Itsasondo, w prowincji Gipuzkoa, we wspólnocie autonomicznej Kraj Basków, w Hiszpanii. Jest obsługiwany przez pociągi linii C-1 Cercanías San Sebastián.

## Położenie stacji
Znajduje się na 585,817 km linii Madryt – Hendaye rozstawu normalnotorowego, na wysokości 135 m n.p.m. Linia jest dwutorowa i zelektryfikowana.

## Historia
Linia kolejowa została otwarta w dniu 20 sierpnia 1863 na odcinku Beasain-San Sebastián linii Madryt-Hendaye. Linię wybudowała Compañía de los Caminos de Hierro del Norte de España, a sam przystanek powstał w 1930. Spółka zarządzała linią do 1941 roku kiedy nastąpiła nacjonalizacja kolei w Hiszpanii i włączono ją do nowo utworzonego RENFE.
Od 31 grudnia 2004 infrastrukturą kolejową zarządza Adif.

## Linie kolejowe
- Madryt – Hendaye